# Паркак
Паркак (перс. پركك) — село в Ірані, у дегестані Міладжерд, у бахші Міладжерд, шахрестані Коміджан остану Марказі. За даними перепису 2006 року, його населення становило 26 осіб, що проживали у складі 5 сімей.

## Клімат
Середня річна температура становить 12,51°C, середня максимальна – 31,46°C, а середня мінімальна – -10,75°C. Середня річна кількість опадів – 277 мм.
| Клімат поселення                              | Клімат поселення | Клімат поселення | Клімат поселення | Клімат поселення | Клімат поселення | Клімат поселення | Клімат поселення | Клімат поселення | Клімат поселення | Клімат поселення | Клімат поселення | Клімат поселення | Клімат поселення |
| Показник                                      | Січ.             | Лют.             | Бер.             | Квіт.            | Трав.            | Черв.            | Лип.             | Серп.            | Вер.             | Жовт.            | Лист.            | Груд.            |                  |
| Середній максимум, °C                         | 8,35             | 10,71            | 15,31            | 20,99            | 25,46            | 31,46            | 31,29            | 30,38            | 26,22            | 21,18            | 14,70            | 8,45             |                  |
| Середня температура, °C                       | −1,2             | 1,16             | 5,76             | 11,44            | 15,92            | 21,92            | 25,11            | 24,21            | 20,05            | 15,01            | 8,52             | 2,27             |                  |
| Середній мінімум, °C                          | −10,75           | −8,41            | −3,8             | 1,87             | 6,37             | 12,35            | 18,94            | 18,02            | 13,88            | 8,83             | 2,34             | −3,91            |                  |
| Норма опадів, мм                              | 42               | 35               | 48               | 38               | 34               | 7                | 1                | 1                | 0                | 8                | 24               | 39               |                  |
| Середньомісячна швидкість вітру, м/с          | 1.92             | 2.04             | 3.02             | 3.22             | 2.68             | 2.58             | 2.59             | 2.50             | 2.33             | 2.25             | 2.00             | 1.40             |                  |
| Середньомісячна сонячна радіація, кДж/м²·день | 8876             | 12136            | 14597            | 18057            | 22254            | 26898            | 25896            | 23956            | 20779            | 15246            | 10835            | 8801             |                  |
| --------------------------------------------- | ---------------- | ---------------- | ---------------- | ---------------- | ---------------- | ---------------- | ---------------- | ---------------- | ---------------- | ---------------- | ---------------- | ---------------- | ---------------- |
| Джерело:                                      |                  |                  |                  |                  |                  |                  |                  |                  |                  |                  |                  |                  |                  |